# Srgian Luchin
Srgian Luchin, a volte scritto anche Srdjan Luchin (Timișoara, 4 marzo 1986), è un ex calciatore rumeno, di ruolo difensore.

## Palmarès

### Club

#### Competizioni nazionali
- Coppa di Romania: 2

Dinamo Bucarest: 2011-2012
Steaua Bucarest: 2014-2015
- Supercoppa di Romania: 1

Dinamo Bucarest: 2012
- Coppa di lega rumena: 1

Steaua Bucarest: 2014-2015
- Campionato rumeno: 2

Steaua Bucarest: 2014-2015
CFR Cluj: 2017-2018